# سالم ابراهیم الروانی
سالم ابراهیم الروانی (عربی: سالم الرواني؛ زادهٔ ۲۸ فوریهٔ ۱۹۷۷) بازیکن فوتبال اهل لیبی بود.
وی همچنین در تیم ملی فوتبال لیبی بازی کرده‌است.